# Choele Choel
Choele Choel är en kommunhuvudort i Argentina.   Den ligger i provinsen Río Negro, i den södra delen av landet, 800 km sydväst om huvudstaden Buenos Aires. Choele Choel ligger 131 meter över havet och antalet invånare är 9 791.
Terrängen runt Choele Choel är platt. Choele Choel är det största samhället i trakten.
Omgivningarna runt Choele Choel är i huvudsak ett öppet busklandskap. Trakten runt Choele Choel är nära nog obefolkad, med mindre än två invånare per kvadratkilometer.